# فیصل بن عبدالعزیز بن عیاف

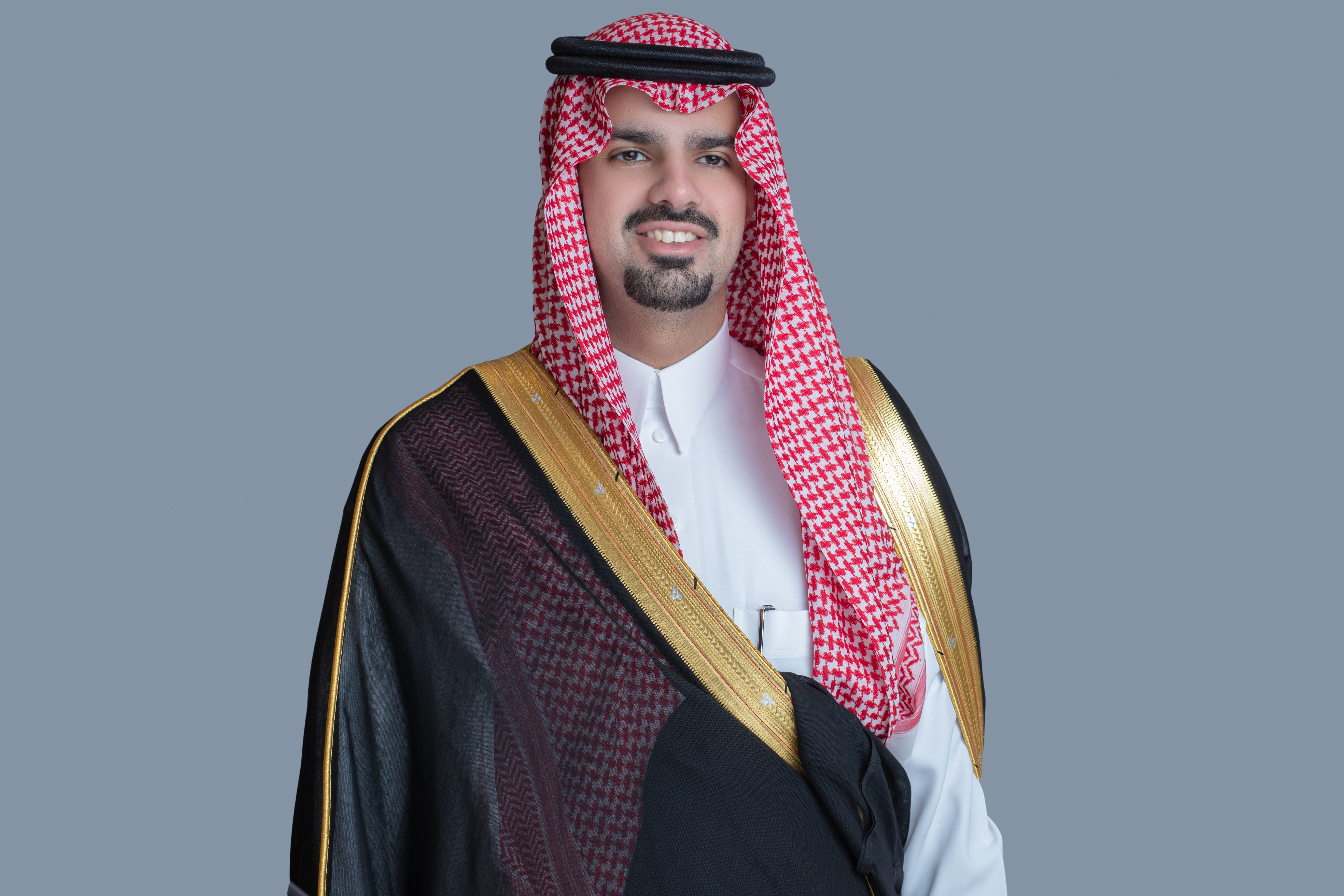

فیصل بن عبدالعزیز بن محمد بن ایاف المقرن، شاهزاده سعودی، از ۲۶ نوامبر ۲۰۱۹ به عنوان شهردار منطقه ریاض مشغول به کار است. او کارشناس برنامه‌ریزی و مدیریت شهری و پژوهشگر برنامه‌ریزی، مدیریت و معماری است. پدر او شاهزاده عبدالعزیز بن محمد المقرن، شهردار سابق منطقه ریاض است.
شاهزاده فیصل بن عیاف، علاوه بر سمت فعلی، ریاست تعدادی از سازمان‌ها و شرکت‌ها را نیز بر عهده دارد. او همچنین ریاست تعدادی از شوراها و کمیته‌ها را در پادشاهی عربستان سعودی بر عهده دارد.
او به عنوان مدرس دانشگاهی و دستیار تدریس در دانشگاه هاروارد و دانشگاه ملک سعود کار کرده‌است.